# Малама, Владимир Владимирович
 Владимир Владимирович Малама (1872—1935) — русский государственный и общественный деятель.

## Биография
Родился в 7 (19) июня 1872 г. в г. Екатеринославе, происходил из потомственных дворян Екатеринославской губернии, православный. Воспитывался в Императорском Александровском лицее, который окончил 22 мая [3 июня] 1893 г. 27 мая [8 июня] 1893 г. — вольноопределяющийся Л.-Гв. Гусарского Его Величества полка; 8 (20) августа 1894 г. — корнет того же полка; 26 февраля [10 марта] 1896 г. пожалована медаль в память Императора Александра III; 8 (20) августа 1896 г. уволен в запас гвардейской кавалерии.

### Служба в МИД
9 (21) декабря того же года — определен на службу во 2-й Департамент Министерства иностранных дел. 21 февраля [5 марта] 1897 г. — коллежский секретарь; 26 мая [7 июня] того же года пожалована медаль в память св. Коронования Императора Николая II; в том же году 19 ноября [1 декабря] пожалован шведский орден Васы с кавалерским крестом 2-й степени; 7 (19) января 1897 г. — почётный старшина приюта в память Марии, Екатерины и Георгия (Принц. Ольденбургских) в С.-Петербурге; 1 (13) декабря того же года — переводчик VIII класса 2-го Департамента Министерства иностранных дел; 2 (14) мая 1897 г. пожалован знак в память 100-летнего юбилея Ведомства учреждений Императрицы Марии; 8 (20) августа 1897 г. — титулярный советник; 18 (30) апреля 1899 награждён орденом Святого Станислава 3-й ст.; 2 (14) июля того же года — переводчик VII класса 2-го Департамента Министерства иностранных дел; 8 (21) августа 1900 г. — коллежский асессор, 14 (27) апреля 1902 г. награждён орденом св. Анны 3-й степени;

### В Екатеринославе
11 (24) мая того же года избран Екатеринославским уездным предводителем дворянства (в каковой должности состоял до Революции); с 1903 г. — член Екатеринославской учёной архивной комиссии; 5 (18) октября 1904 г. избран Почётным мировым судьёй по Екатеринославскому уезду (в каковой должности состоял до Революции); 6 (19) декабря того же года награждён орденом Святого Станислава 2-й ст 19 января [1 февраля] 1906 г. избран Дворянством во главе депутации для поднесения Всеподданнейшего адреса Государю Императору; 18 (31) мая того же года пожалована медаль Красного Креста в память Русско-Японской войны 1904—1905 гг.; 30 января [12 февраля] 1908 г. — коллежский советник; в июне 1909 г. по избранию Екатеринославского Уездного Земского Собрания участвовал во главе депутации в торжествах 200-летия Полтавской победы; 6 (19) декабря того же года — пожалован в камер-юнкеры Двора Его Императорского Величества; 6 (19) декабря 1910 г. — награждён орденом св. Анны 2-й степени; 24 января [6 февраля] 1911 г. — статский советник; 22 сентября [5 октября] того же года награждён орденом св. Владимира 4-й степени; 7 (20) января 1912 г. — пожалован знак 100-летнего юбилея Императорского Александровского лицея; в августе того же года — согласно избранию Екатеринославского Уездного Земского Собрания участвовал во главе депутации в торжествах 100-летнего юбилея Отечественной войны 1812 г.; в день сего юбилея, 26 августа [8 сентября], пожалована медаль в память 100-летнего юбилея Отечественной войны 1812 г.; 7 (20) октября 1912 г. — избран Екатеринославским Уездным Земским Собранием главой депутации для участия в торжествах 300-летия Дома Романовых. В 1913 г. пожалован чином камергера Двора Его Императорского Величества и медалью «В память 300 летия царствования дома Романовых». Кроме этого награжден также знаком отличия за труды по землеустройству. 6 (19) декабря 1914 г. — действительный статский советник.  Состоял действительным членом Русского Генеалогического Общества в С. Петербурге, Московского Историко-Родословного Общества и Екатеринославской ученой Архивной комиссии . Владел имениями: Дарьевка (1332 десятин) и Воскресенск (2000 десятин) в Екатеринославском уезде и Лубянка (2000 десятин земли) в Павлоградском уезде. Жена — Анна Павловна, урождённая Самойлова, дочь надворного советника.

### В эмиграции
Владимир Владимирович после Революции смог переехать с семьёй в Венгрию, где, благодаря своей репутации и энергии, скоро оказался во главе Русской колонии эмигрантов в этой стране.
В статье «Русская Белая эмиграция в Венгрии: люди и организация» написано:

«В Венгрии представителем РОКК был Владимир Владимирович Малама, бывший статский советник и офицер лейб-гвардейского Гусарского полка. Помимо всех различных „представителей“ его уже с 1919 г. считали главой русской колонии в Венгрии.»
— 
Н. И. Кривошеина в книге «Четыре трети нашей жизни» пишет о родителях:
«Попал он (отец) на практику в Екатеринослав, на какой завод — не знаю; но прожил там три месяца и встретил мою мать, Веру Николаевну Малама и, окончив Горный Институт, женился».
И далее:

«…двоюродный брат моей матери, Владимир Владимирович Малама, напечатал в 1911 г. роскошно изданную книгу Род Малама — родословную роспись, семейный архив, генеалогическое древо. Эту книгу он преподнес моей матери — Вере Николаевне, урожденной Малама. К сожалению, увезти книгу из России моей матери не удалось, и она пропала на Кирочной 22, в нашем доме, как, впрочем, и все остальное. Теперь я узнала, что книга Род Малама имеется в Лондоне, в Британском Музее; другой экземпляр был у сына В. В. Малама, Федора Владимировича, проживавшего в Париже».
— 
Позже Малама стал личным другом правителя Венгерского Королевства адмирала Миклоша Хорти.

## Семья
- Жена — Анна Павловна Самойлова.
- Сестра — Вера Владимировна Комстадиус (урождённая Малама), в эмиграции оказалась в Греции. В 1921 году была избрана казначеем Союза русских православных христиан в Греции, скончалась в 1948 году[6].
- Дочь — Вера Владимировна, скончалась в конце XX века в Париже.
- Сын — Владимир Владимирович, умер в 1998 году в США в чине полковника армии США. Его сын, получил баронское достоинство от Королевы Елизаветы II.

## Награды
- Ордена св. Владимира 4 й ст.,
- св. Станислава 2 й ст.,
- св. Анны 2 й ст.;
- Юбилейный знак «100 летия Ведомства Учреждений императрицы Марии»,
- «В память 300 летия царствования дома Романовых»,
- «100 летия Императорского Александровского лицея»;
- медали «В память царствования императора Александра III»,
- «В память коронации 1896 года»,
- «Красного креста»,
- «В память 200 летия Полтавской битвы»,
- «100 летие Отечественной войны»,
- «В память 300 летия царствования дома Романовых».